# Paproty
Paproty [pronunciación en polaco: /paˈprɔtɨ/] (Anteriormente alemán Parpart) es un pueblo ubicado en el distrito administrativo de Gmina Malechowo, dentro del condado de Sławno, voivodato de Pomerania Occidental, en el norte de Polonia occidental. Se encuentra aproximadamente a 4 kilómetros al este de Malechowo, a 11 kilómetros al suroeste de Sławno, y a 163 kilómetros al noreste de la capital regional Szczecin.
Antes de 1945, el área fue parte de Alemania. Para la historia de la región, véase Historia de Pomerania.
El pueblo tiene una población de 140 habitante. 